# Санша Португальская
Санша Португальская (порт. Sancha de Portugal), также Санша Саншес (порт. Sancha Sanches), королева-инфанта Санша (порт. Infanta-Rainha Sancha),  блаженная Санша (порт. Beata Sancha); 22 апреля 1180, Королевство Португалия — 13 марта 1229, Санту-Антониу-душ-Оливайш) — португальская инфанта. Представительница португальского Бургундского дома. Родилась в Коимбре, Португалия Вторая дочь португальского короля Саншу I и арагонской инфанты Дульсы Арагонской. Сеньора замка и поселения Аленкер (с 1211 года). В 1211—1216 годах вместе с сестрами Терезой и Мафалдой безуспешно воевала против своего брата и португальского короля Афонсу II. В 1223 году ей была возвращена часть доходов от правления Саншу II. Основательница и настоятельница Селашского монастыря в Коимбре (1221 год), где прожила до своей смерти. Похоронена со своей сестрой Терезой в Лорванском монастыре.
Беатифицирована в 1705 году Римский папой Климентом XI. День чествования — 11 апреля.

## Биография
Санша родилась в 1180 году в Коимбре, в семье португальского короля Саншу I и королевы Дульсы, дочери барселонского графа Рамона Беренгера IV и арагонской королевы Петронилы. Девушка была второй дочерью в семье. Ее сестрой была Тереза, Леонская королева; братом — Афонсу II, будущий король Португалии.
В 1211 году, в результате смерти отца Саншу I, Санша и ее сестры получили по его завещанию значительные владения в Центральной Португалии, а также титулы «королев». Санша стала хозяйкой замка Аленкер, синьорой прилегающего поселения и поместья. Ее брат и новый португальский король Афонсу II начал с сестрами междоусобную войну, боясь раскола государства на феодальные уделы. В 1216 года конфликт уладили при посредничестве римского папы Иннокентия III — Санша и сестры отказались от королевских титулов, признали брата своим сюзереном в обмен на денежные компенсации, а свои замки передали рыцарско-монашеским орденам.
После смерти Афонсу II в 1223 году они заключили с его преемником и сыном Саншу II выгодный договор. По его условиям Санша и сестры вернули себе доход с земель, завещанных отцом, а также получили ежегодное содержание размером в 4000 золотых.
В 1221 году Санша основала цистерцианский Селашский монастырь. В нем она приняла монашеские обеты и провела остаток своей жизни.
13 марта 1229 года Санша умерла в Селашском монастыре, но стараниями своей сестры Терезы была похоронена в Лорванком монастыре. 13 декабря 1705 году папа Климент XI издал буллу Sollicitudo Pastoralis Offici, которой беатифицировал покойную и ее сестру Терезу.